# Uzun Hava
Die Uzun Hava (lange Melodie oder lange Luft) ist eine meist solistisch vorgetragene und instrumental begleitete Gattung des  türkischen Volksliedes. Sie steht mit ihren weitgeschwungenen Phrasen in der Tradition des ornamentierten Stils der islamischen Musik und erinnert damit an den Ezan genannten Gebetsruf. Sie ist aber auch eng verbunden mit der vorislamischen türkischen Musik, wie sie sich beispielsweise heute noch in den vokalen Hirtenrufen der türkstämmigen Nomaden und Halbnomaden ausdrückt. Die Uzun Hava kann melancholisch und leidenschaftlich sein und umfasst Klage- und Liebeslieder, aber auch Lieder mit religiösen oder lebensbetrachtenden Texten.

## Regionale Verbreitung
Als Kerngebiet der Volkslieder, die der Uzun Hava zugeordnet werden können, gilt das Dreieck Antalya – Erzurum  – Van. Außerhalb dieses Gebietes gibt es zudem isolierte Vorkommen. Die Lieder des Uzun-Hava-Typs werden allerdings von den Volksmusikern meist nicht als Uzun Hava bezeichnet, sondern tragen differenzierende Bezeichnungen wie Bozlak, Varsağı, Maya, Hoyrat und Ağız. Manche Lieder werden auch bestimmten Türkstämmen zugeordnet. Beispiele dafür sind Türkmen bozlağı und Karahacılı ağzı.

## Melodie
Das grundlegende Tonmaterial der Melodien entspricht einigen Makam der türkischen Kunstmusik und ähnelt daher vergleichbaren europäischen Modi des Mittelalters. So gleichen beispielsweise Hüseyni und Neva dem Dorischen, Kürdî dem Phrygischen, Uşşak dem Äolischen und Rast dem Ionischen. Innerhalb dieser Skalen werden kleine und kleinste Tonstufen zur Ornamentierung verwendet, deren genaue Tonhöhe nicht immer bestimmbar ist. 
Ein Uzun-Hava-Lied besitzt meist mehrere, textbedingt variierte Strophen, die – dem Aufbau des Textes folgend – in mehrere Phrasen gegliedert sind. Bei vielen Uzun-Hava-Weisen stehen die meisten Silben des Liedtextes am Anfang oder am Ende einer Melodiephrase. Der mittlere Teil der Phrase wird fast nur vokalisiert dargeboten. Der Gesang beginnt mit vollem Atem und gepresster Stimmgebung auf einem hohen Ton, der manchmal gleich anschließend überboten wird. Die Melodie jeder auf einen Atem gesungenen Phrase lässt insgesamt allmählich an Höhe und Lautstärke nach und verklingt leise pulsierend auf einem tieferen Ton, der auf den Tönen der im Tonmaterial latent angelegten Pentatonik liegt. Der Schlusston der Melodie wird dabei keineswegs immer vom Grundton der Skala gebildet. Das Lied unterliegt keiner festen rhythmischen Gliederung und ermöglicht eine freirhythmische, oft improvisierte, vom Können des Sängers oder der Sängerin abhängige Gestaltung. Dieser Stil wird auch, Béla Bartóks Analysen folgend, als heterometrischer Parlando-Stil bezeichnet. Es kommt aber auch vor, dass Volksmusikanten eine Uzun Hava zu einem rhythmisch gebundenen Lied, einer Kırık Hava, oder zu einem Instrumentalstück, das dem Tanzen dienen kann, umformen. Dabei werden die der türkischen Sprache angepassten, richtigen Betonungen der Uzun Hava, die zum Beispiel auf den Endkonsonanten der Wörter liegen, in der Kırık Hava ganz der Angleichung der Sprache an ein rhythmisches Modell geopfert.
Im Sprachgebrauch der Volksmusikanten werden manche Uzun-Hava-Liedmodelle unabhängig vom zugrunde liegenden Tonmaterial als Makam bezeichnet. Sie sind eher erinnerte Vorbilder, nach denen neue Weisen improvisierend und komponierend gebildet werden.

## Begleitung
Der Gesang wird meist von einem Instrument aus der Familie der Langhalslauten begleitet. Auf diesen Instrumenten können sowohl der durchgehend oder manchmal auch nur angedeutete Bordunklang, als auch die Melodie heterophon umspielende melodische Improvisationen und mehrstimmige Vor-, Zwischen- und Nachspiele verwirklicht werden. Oft begleitet sich der Sänger selbst.

## Vortragsweise
Als echte Volkslieder werden Uzun Hava vor allem in ländlicher Gesellschaft, sowohl im privaten, häuslichen Rahmen, als auch öffentlich bei jeder Art von Festen oder auch in Teehäusern gesungen. Die Art und Weise, eine Uzun Hava vorzutragen, hängt vom Liedtyp und seinen Textinhalten ab. So werden beispielsweise die Ağıt genannten Klage- und Totenlieder meist von Frauen in eher zurückhaltender, weniger exaltierter Art und Weise gesungen, die von den männlichen, Aşık genannten Volkssängern vorgetragenen Bozak dagegen in einem expressiven, dramatischen Stil gestaltet. Die Sänger verschließen oft die Augen und halten in der für diesen Singstil typischen Haltung eine Hand an Ohr oder Wange. Sowohl Aşık als auch Ağıt-Sängerinnen sind oft über ihre Region hinaus bekannt und durch Tonaufnahmen berühmt, wie beispielsweise Aşık Veysel.